# Suore dell'Immacolata Concezione di Nostra Signora di Lourdes

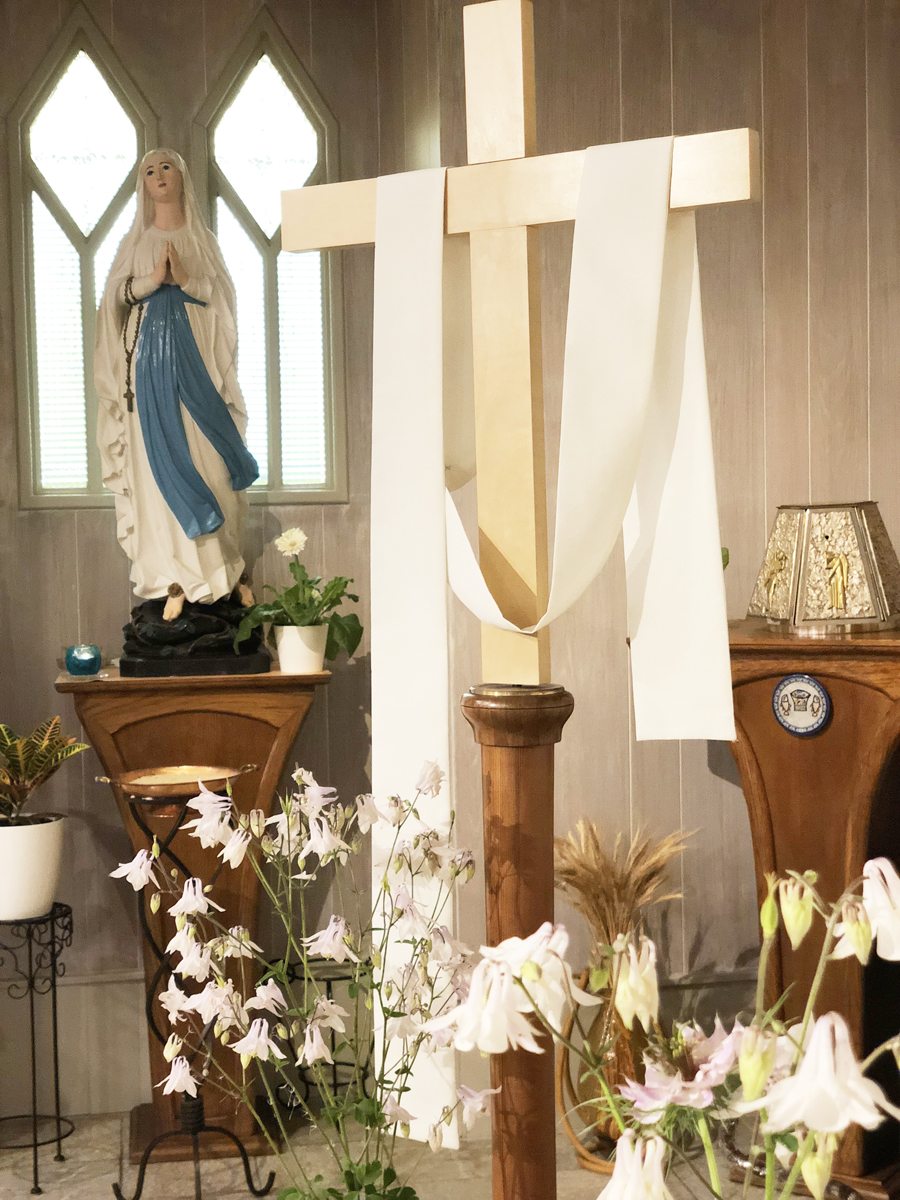
Cappella delle Suore dell'Immacolata Concezione di Nostra Signora di Lourdes

Le Suore dell'Immacolata Concezione di Nostra Signora di Lourdes sono un istituto religioso femminile di diritto pontificio: le suore di questa congregazione pospongono al loro nome la sigla I.N.S.L.

## Storia
La congregazione fu fondata il 15 dicembre 1863 presso il santuario di Notre-Dame di Garaison (Alti Pirenei) da Eugénie Ducombs (madre Maria di Gesù Crocifisso), con la collaborazione del sacerdote Jean-Louis Peydessus.
La denominazione originale dell'istituto fu "Suore del Cuore sofferente e immacolato di Maria": il titolo fu mutato nel 1870, quando Pierre-Anastase Pichenot, vescovo di Tarbes, fece trasferire la congregazione da Lannemezan a Lourdes.
L'istituto ricevette dalla Santa Sede il pontificio decreto di lode il 25 settembre 1893 e l'approvazione definitiva il 10 giugno 1910.

## Attività e diffusione
Le suore si dedicano all'istruzione e all'educazione cristiana della gioventù e all'assistenza agli ammalati.
Sono presenti in Argentina, Brasile, Cile, Francia, Italia, Romania, Svizzera;  la sede generalizia è a Roma.
Alla fine del 2008 la congregazione contava 258 religiose in 43 case.